# Nastassja Maslawa
Nastassja Maslawa (belarussisch Настасься Маслава, engl. Transkription Nastassia Maslava; * 16. Oktober 1997 in Drahitschyn) ist eine belarussische Hammerwerferin.

## Sportliche Laufbahn
Erste internationale Erfahrungen sammelte Nastassja Maslawa im Jahr 2013, als sie bei den Jugendweltmeisterschaften in Donezk mit dem 3-kg-Hammer mit einer Weite von 65,40 m den siebten Platz belegte. 2015 schied sie bei den Junioreneuropameisterschaften in Eskilstuna mit 54,63 m in der Qualifikation aus und 2016 gelangte sie bei den U20-Weltmeisterschaften in Bydgoszcz bis in das Finale, brachte dann dort aber keinen gültigen Versuch zustande. Im Jahr darauf schied sie bei den U23-Europameisterschaften ebendort mit 62,21 m in der Qualifikation aus und 2019 gewann sie bei den U23-Europameisterschaften in Gävle mit 69,36 m die Silbermedaille hinter der Russin Soja Palkina. 2021 steigerte sie im heimischen Brest ihre Bestleistung auf 74,40 m und qualifizierte sich damit für die Olympischen Sommerspiele in Tokio, bei denen sie aber mit 65,15 m den Finaleinzug verpasste.
2017 wurde Maslawa belarussische Meisterin im Hammerwurf.